# Premières Côtes de Bordeaux
Premières Côtes de Bordeaux (literalmente, "primeras laderas de Burdeos") es una denominación de origen de la región vinícola de Burdeos desde el año 1937. Es una región menor dentro del viñedo de Burdeos. 
Se produce tanto vino blanco como vino tinto, aunque principalmente se dedica a este último. El decreto de 10 de agosto de 1973 reguló la denominación «Premières Côtes de Bordeaux», modificado en el año 2007. La vendimia debe provenir del territorio de una serie de comunas del departamento de la Gironda, situadas en la orilla derecha del río Garona, desde el sur de Burdeos hasta Cadillac: Bassens, Baurech, Béguey, Bouliac, Cadillac, Cambes, Camblanes-et-Meynac, Capian, Carbon-Blanc, Cardán, Carignan-de-Bordeaux, Cénac, Cenon, Donzac, Floirac, Gabarnac, Haux, Langoiran, Laroque, Latresne, Lestiac, Le Tourne, Lormont, Montprimblanc, Omet, Paillet, Quinsac, Rions, Saint-Caprais-de-Bordeaux, Sainte-Eulalie, Saint-Germain-de-Grave, Saint-Maixant, Semens, Tabanac, Verdelais, Villenave-de-Rions y Yvrac.
Las variedades autorizadas son:
- Para vino tinto: cabernet sauvignon, cabernet franc, carménère, merlot noir, cot o malbec y petit verdot;
- Para vino blanco: semillón, sauvignon y muscadelle.

Los vinos tintos deben provenir de mostos con mínimo de 178 gramos de azúcar natural por litro antes de cualquier enriquecimiento y presentar, después de la fermentación, una graduación alcohólica no inferior a 10,5º.
Los vinos blancos deben provenir de mostos con mínimo de 200 g de azúcar natural por litro y 11,5% de graduación alcohólica, así como una riqueza en azúcar residual no inferior a 4 gramos por litro.
El nombre del municipio de origen puede unirse a la denominación «Premières Côtes de Bordeaux» para los vinos tintos que tengan un volumen de alcohol adquirido no inferior a 11,5º. Este nombre debe colocarse después de la mención «Premières Côtes de Bordeaux» e imprimirse en caracteres de dimensiones, en alto y ancho, no superiores a los de la denominación. Así, pues, habrá, por ejemplo, un Premières côtes de Bordeaux Paillet, un Premières côtes de Bordeaux Verdelais o un Premières côtes de Bordeaux Carignan-de-Bordeaux, entre otros.
El límite de rendimiento por hectárea de viñedo será de 50 hectolitros. La producción media anual de vin blanc d'or en esta denominación es de 9.600 hectolitros, y la superficie declarada la de 240 hectáreas. Por lo que se refiere al vino tinto (rouge), son 180.000 hl por año y 3450 ha de superficie declarada.